# Raymund
Raymund est un prénom masculin allemand apparenté au prénom Raymond et pouvant désigner :

## Prénom
- Raymund Brachmann (en) (1872-1953), architecte allemand
- Raymund Bruns (de) (1706-1780), prêtre dominicain allemand
- Raymund Dapp (de) (1744-1819), théologie et pasteur allemand
- Raymund Fugger (1489-1535), banquier et collectionneur allemand
- Raymund Gamma (de) (1919-1980), homme politique suisse
- Raymund Gaufredi (de) (mort en 1310), ministre franciscain allemand
- Raymund Hart (en) (1899-1960), commander britannique de la Royal Air Force
- Raymund Havenith (en) (1947-1993), pianiste classique allemand
- Raymund Kottje (de) (1926-2013), historien allemand
- Raymund Krauleidis (de) (né en 1973), auteur allemand
- Raymund MacMahon (en) (XVIe siècle), évêque catholique irlandais
- Raymund Netzhammer (de) (1862-1945), archevêque catholique hongrois
- Raymund E. O'Mara (en), homme militaire américain
- Raymund Pérault (1435-1505), cardinal augustin français
- Raymund Schlecht (de) (1811-1891), ecclésiastique et chercheur en musique allemand
- Raymund Schwager (en) (1935-2004), théologie catholique suisse
- Raymund Anton von Strasoldo (1718-1781), prince-évêque du duché de Styrie
- Raymund Swertz (né en 1988), joueur néerlandais de billard
- Raymund Tonog (en) (né en 1971), joueur philippin de football
- Raymund Tschudi (de) (1914-2011), abbé bénédictin suisse
- Luis Raymund Villafuerte (en) (né en 1968), homme politique philippin

## Référence
1. ↑  (fr) Raymund - name-doctor.com